# La Revue française
Ne doit pas être confondu avec Éditions de la Table Ronde.
Pour les articles homonymes, voir Revue (homonymie).
La Revue française est le titre de plusieurs publications périodiques littéraires françaises, parues depuis 1828.

## La Revue française(1828-1830)
Fondée en janvier 1828 par François Guizot et Charles de Rémusat, La Revue française paraît jusqu'en septembre 1830, soit 16 numéros. Elle publiait un volume d'environ trois cents pages tous les deux mois. Parmi ses principaux collaborateurs, on compte André-Marie Ampère, Prosper de Barante, Armand Carrel, Ximénès Doudan, Tanneguy Duchâtel, Charles Dunoyer, Prosper Duvergier de Hauranne, Louis de Guizard, François Guizot, Eugène Lerminier, Ferdinando Petruccelli della Gattina, Pierre-Paul Royer-Collard, Louis de Sainte-Aulaire, Saint-Marc Girardin, Augustin Thierry, Abel-François Villemain et Ludovic Vitet.

## La Revue française(1855-1866)
Le titre est repris de 1855 à 1859 sous la direction d'Eugène Oger et Jean Morel puis de 1861 à 1866 sous celle d'Adolphe Amat. Elle absorbe en 1865 la Revue de Paris.
Le titre est repris ponctuellement par la suite avec des variantes, notamment à partir de 1880 avec la Revue française, littéraire et illustrée, « bimensuel à l'usage des familles, des pensions et des écoles supérieures » traitant de littérature, beaux-arts et science, en 1882 puis à partir de 1895 avec La Revue française illustrée (Léonard Rivière, directeur) ou encore de 1947 à 1949 avec la Revue française (de l'élite) : grande revue mensuelle illustrée.

## La Revue française(1905-1933)
Revue hebdomadaire de droite fondée en 1905 et dirigée de 1908 à sa disparition par l'écrivain Antoine Redier (1873-1954), d'abord intitulée la Revue française politique et littéraire. Jean-Pierre Maxence est son rédacteur en chef de 1930 à 1933. La revue devenue bimensuelle en 1931. Y écrivirent dans les années 1930 Thierry Maulnier, Maurice Blanchot, Daniel-Rops …

## La Revue française: Cahiers de la Table Ronde(1941)
Revue pétainiste mensuelle fondée à Clermont-Ferrand puis Vichy par Marc Dornier, de son vrai nom Christian Bouche-Villeneuve alias Chris Marker. 
Le premier numéro sort en juillet-août 1941 (88 p.). Les participants sont Jean Borotra, Marc Dornier, Navarre, Alfred Cortot, Daniel-Rops, Gaston Poulain, Agathon (pseudonyme de Henri Massis et Alfred de Tarde), Jacques Mercier, Bernard Pingaud, Raymond Faure.
Le second sort en novembre-décembre 1941 (56 p.). Les participants sont Marc Dornier, Jean Masse, Bernard Pingaud, Marcel Beaufils, Pierre Feuillère, Jean Baudry.

## La Revue française(1948?-1975)
Un mensuel de ce titre paraît après la Seconde Guerre mondiale intitulé La Revue française de l'Élite européenne mais qui n'affiche que La Revue française. sur la couverture. Le numéro 277 paraît en mars 1975. La revue a des éditions en anglais et en espagnol.
Pierre Devaux (1897-1969) y écrit un article dans le numéro 71 d'août 1955 (dont le thème de couverture est l'Union sud-africaine), intitulé Verne, la science? (pages 25-28). 